# Ji’an-Yalu-Brücke
Die Ji’an-Yalu-Brücke ist eine Eisenbahnbrücke über den Yalu zwischen der chinesischen Stadt Ji’an in der Provinz Jilin und der nordkoreanischen Stadt Manp'o in der Provinz Chagang-do.
Die eingleisige, 589 m lange Brücke wurde von der japanischen Besatzungsmacht zwischen 1937 und 1939 erbaut. Sie hat 21 Öffnungen, davon drei mit stählernen Fachwerkträgern. An ihren beiden Enden stehen Wachtürme. 2004 fügten die Chinesen ein großes rechteckiges Portal hinzu.